# Liste der Einträge im National Register of Historic Places im Edgar County

Lage des Edgar County in Illinois

Die Liste der Einträge im National Register of Historic Places im Edgar County in Illinois führt alle Bauwerke und historischen Stätten im Edgar County auf, die in das National Register of Historic Places aufgenommen wurden.
| [ 2 ] | Name                              | Bild                              | Eintragsdatum        | Lage                                                                                       | Ort   | Beschreibung |
| ----- | --------------------------------- | --------------------------------- | -------------------- | ------------------------------------------------------------------------------------------ | ----- | ------------ |
| 1     | Edgar County Courthouse           | Edgar County Courthouse           | 1981 ID-Nr. 81000221 | Main Street 39° 36′ 42″ N, 87° 41′ 44″ W                                                   | Paris |              |
| 2     | France Hotel                      | France Hotel                      | 1987 ID-Nr. 87001305 | 118 East Court Street 39° 36′ 40″ N, 87° 41′ 36″ W                                         | Paris |              |
| 3     | Asher Morton Farmstead            | Asher Morton Farmstead            | 1996 ID-Nr. 96000096 | Lower Terre Haute Road, rund 7 km südlich von Paris am US 150 39° 32′ 20″ N, 87° 38′ 38″ W | Paris |              |
| 4     | Henry Clay Moss House             | Henry Clay Moss House             | 2008 ID-Nr. 08000295 | 414 North Main Street 39° 36′ 58″ N, 87° 41′ 42,2″ W                                       | Paris |              |
| 5     | Paris Carnegie Public Library     | Paris Carnegie Public Library     | 2002 ID-Nr. 02000464 | 207 South Main Street 39° 36′ 41″ N, 87° 41′ 43″ W                                         | Paris |              |
| 6     | Paris Elks Lodge No. 812 Building | Paris Elks Lodge No. 812 Building | 1987 ID-Nr. 87001343 | 111 East Washington Street 39° 36′ 38″ N, 87° 41′ 37″ W                                    | Paris |              |
| 7     | Pine Grove Community Club         | Pine Grove Community Club         | 1984 ID-Nr. 84001071 | Nordwestlich von Paris 39° 41′ 22″ N, 87° 43′ 26″ W                                        | Paris |              |
| 8     | Shaw-Van Gilder House             | Shaw-Van Gilder House             | 2007 ID-Nr. 07000116 | 306 East Crawford Street 39° 36′ 27″ N, 87° 41′ 29″ W                                      | Paris |              |